# Peaches (bài hát của Justin Bieber)
"Peaches" là một bài hát được thu âm bởi ca sĩ kiêm sáng tác nhạc người Canada Justin Bieber, với sự góp giọng của ca sĩ người Canada Daniel Caesar và ca sĩ người Mỹ Giveon. Bài hát đã được gửi đến urban contemporary radio bởi Def Jam Recordings với vai trò là đĩa đơn thứ năm trong album phòng thu thứ sáu của Bieber, Justice, vào ngày 30 tháng 3 năm 2021. Bài hát được viết bởi cả ba nghệ sĩ cùng với Andrew Watt, Louis Bell, Luis Martinez Jr. và Bernard "Harv" Harvey, được sản xuất sau này với Shndo.
Tại Hoa Kỳ, "Peaches" đã ra mắt ở vị trí số một trên Billboard Hot 100 vào ngày 30 tháng 3 năm 2021, mang lại cho Bieber đĩa đơn quán quân thứ bảy và bản hit thứ 23 trong top 10. Với việc Justice lọt vào Billboard 200 ở vị trí dẫn đầu trong cùng tuần, Bieber trở thành nghệ sĩ thứ ba sau BTS và Taylor Swift ra mắt ở vị trí quán quân trên cả hai bảng xếp hạng cùng lúc, đồng thời là nghệ sĩ solo nam đầu tiên làm được điều này.

## Xếp hạng
| Chart (2021)                             | Peak position |
| ---------------------------------------- | ------------- |
| Australia (ARIA)                         | 2             |
| Bỉ (Ultratip Flanders)                   | 11            |
| Canada (Canadian Hot 100)                | 1             |
| Cộng hòa Séc (Singles Digitál Top 100)   | 4             |
| Denmark (Tracklisten)                    | 1             |
| Phần Lan (Suomen virallinen lista)       | 16            |
| Đức (GfK)                                | 10            |
| Thế giới Global 200 (Billboard)          | 1             |
| Ireland (IRMA)                           | 1             |
| Italy (FIMI)                             | 33            |
| Lithuania (AGATA)                        | 9             |
| Hà Lan (Single Top 100)                  | 4             |
| New Zealand (Recorded Music NZ)          | 1             |
| Norway (VG-lista)                        | 1             |
| Singapore (RIAS)                         | 2             |
| Slovakia (Singles Digitál Top 100)       | 1             |
| Sweden (Sverigetopplistan)               | 5             |
| Thụy Sĩ (Schweizer Hitparade)            | 3             |
| Anh Quốc (OCC)                           | 3             |
| Hoa Kỳ Billboard Hot 100                 | 1             |
| Hoa Kỳ Hot R&B/Hip-Hop Songs (Billboard) | 1             |
| Hoa Kỳ Pop Airplay (Billboard)           | 30            |
| Hoa Kỳ Rhythmic (Billboard)              | 21            |

## Lịch sử phát hành
| Quốc gia | Ngày                | Định dạng                | Hãng đĩa           | Nguồn  |
| -------- | ------------------- | ------------------------ | ------------------ | ------ |
| Hoa Kỳ   | 30 tháng 3 năm 2021 | Urban contemporary radio | Def Jam Recordings | [ 25 ] |